# Девушка за швейной машиной
«Девушка за швейной машиной» (англ. Girl at Sewing Machine) — картина американского художника-реалиста Эдварда Хоппера, написанная в 1921 году. Находится в музее Тиссена-Борнемисы в Мадриде, Испания.  

## Описание
На картине изображена молодая девушка, сидящая за швейной машиной перед окном в яркий солнечный день. Местоположение, предположительно из-за желтых кирпичей в окне, Нью-Йорк. 
Это одна из первых так называемых «оконных картин» Хоппера. Считается, что частое изображение Хоппером молодых женщин за шитьем — это виденье художника одиночества и отчужденности. 
Картина послужила вдохновением для одноименной поэмы Мэри Лидер.